# Gröpern 32 (Quedlinburg)

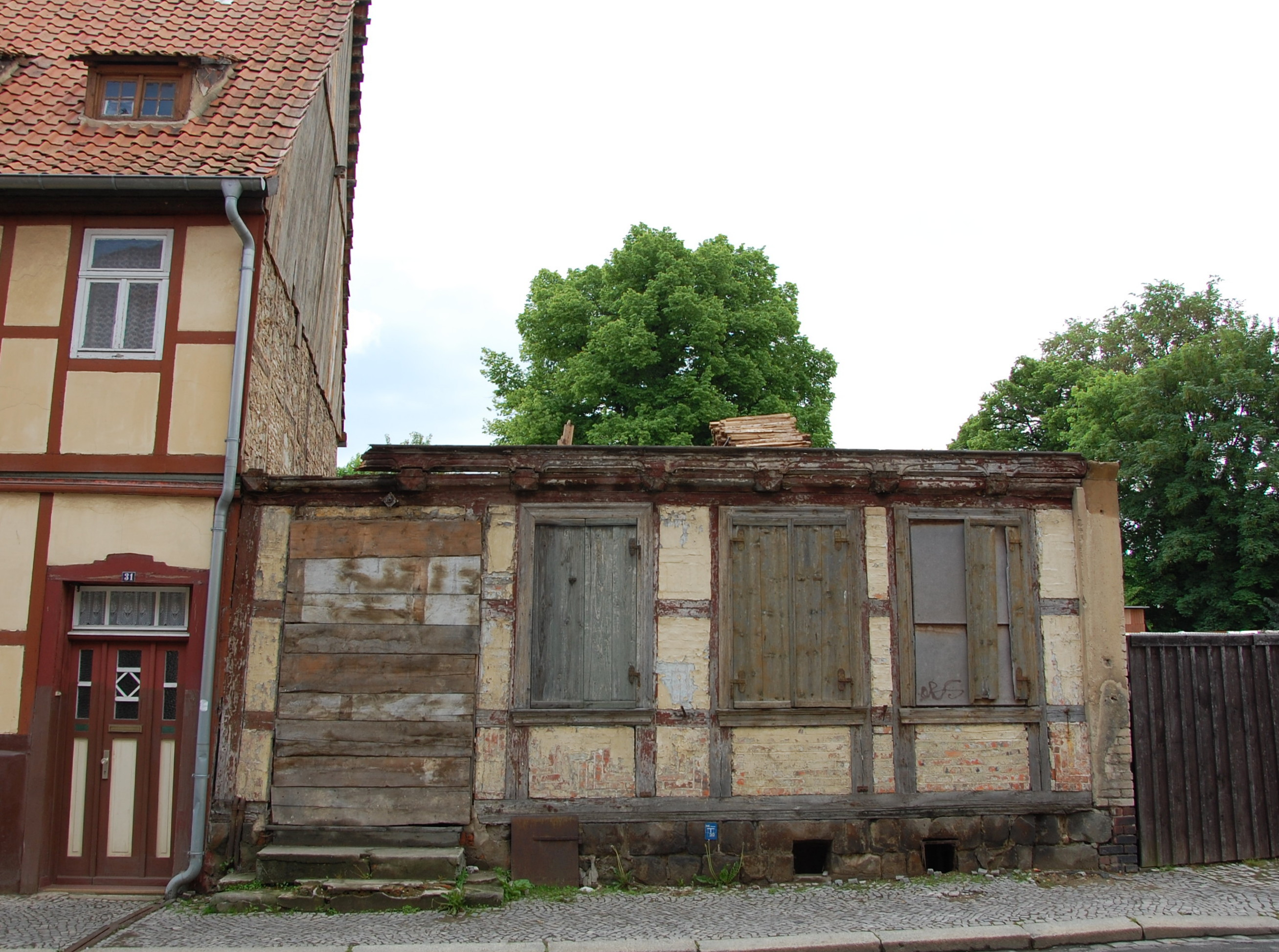
Ruine des Hauses Gröpern 32 im Mai 2013

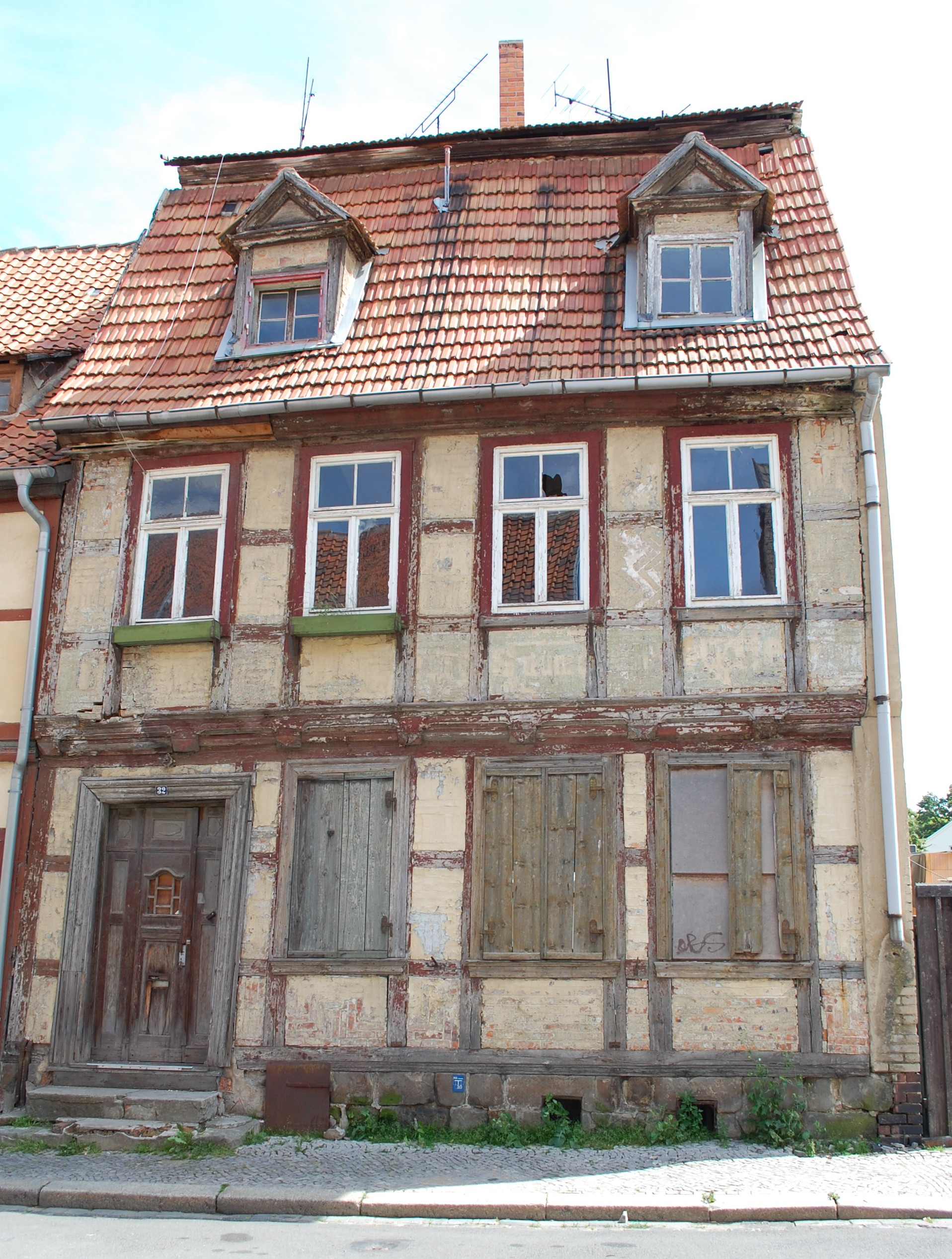
Gröpern 32, August 2012

Das Haus Gröpern 32 ist ein denkmalgeschütztes Gebäude in Quedlinburg in Sachsen-Anhalt.

## Lage
Das im Quedlinburger Denkmalverzeichnis als Ackerbürgerhof eingetragene Haus befindet sich nördlichen der Quedlinburger Altstadt auf der Ostseite der Straße Gröpern. Es gehört zum UNESCO-Weltkulturerbe. 

## Architektur und Geschichte
Das Fachwerkhaus entstand in der Zeit um 1680. Die Fassade zeigt die für die Bauzeit typischen Verzierungen. Bedeckt ist das Haus durch ein Mansarddach. Im 19. Jahrhundert wurde das Wohnhaus baulich verändert. Auf der Hofseite befindet sich ein Nordflügel, der in der Zeit um das Jahr 1800 entstand und Wohnzwecken diente. Zur südlich verlaufenden Donndorfstraße ursprünglich stehende Wirtschaftsbauten, zeigten die Schmuckformen des Wohngebäudes.
Das Gebäude war dann Anfang des 21. Jahrhunderts dringend sanierungsbedürftig. Im Dezember 2012 erfolgte der weitgehende Abriss des Hauses. Lediglich Teile des Erdgeschosses blieben stehen.

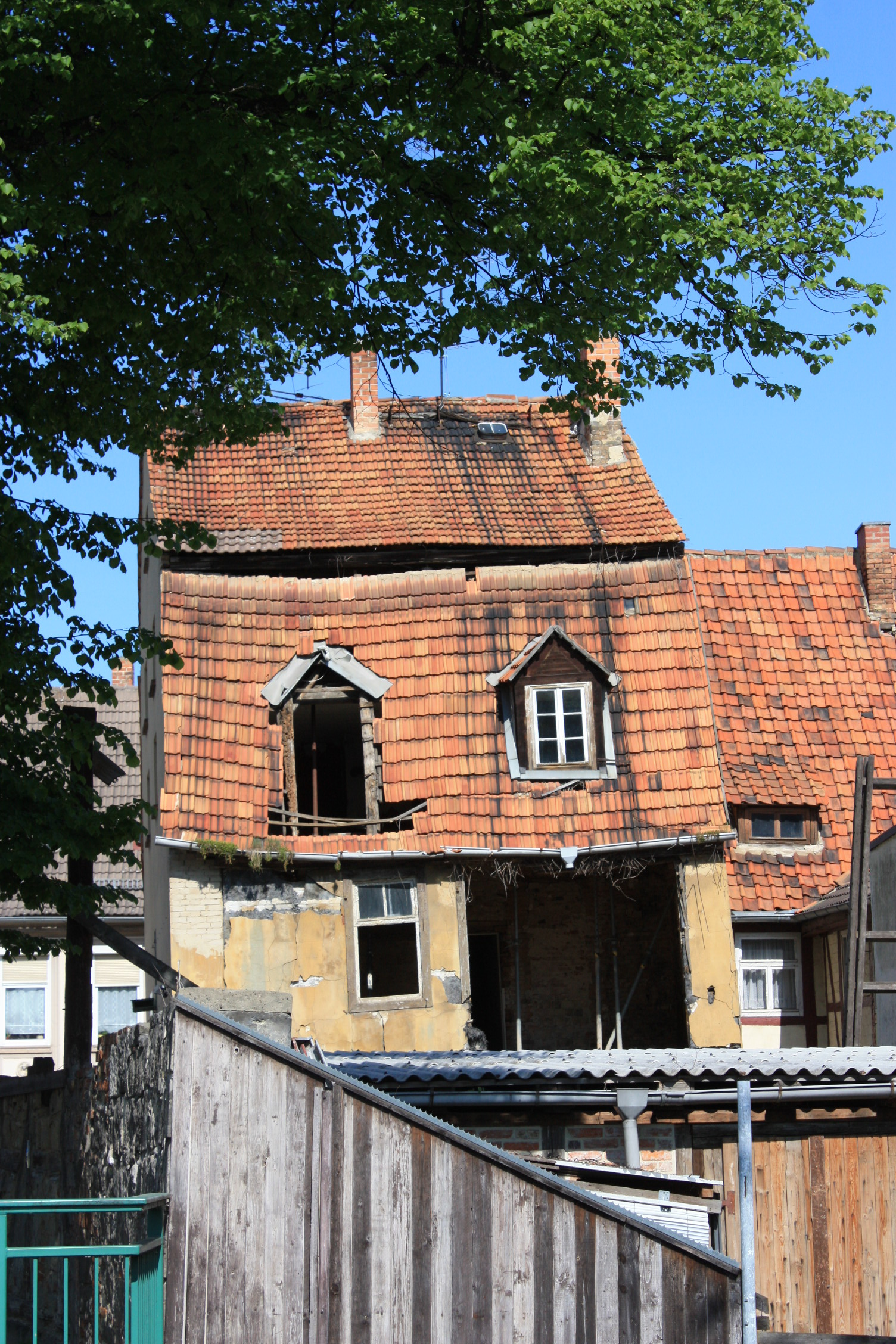
Ostansicht, Mai 2012
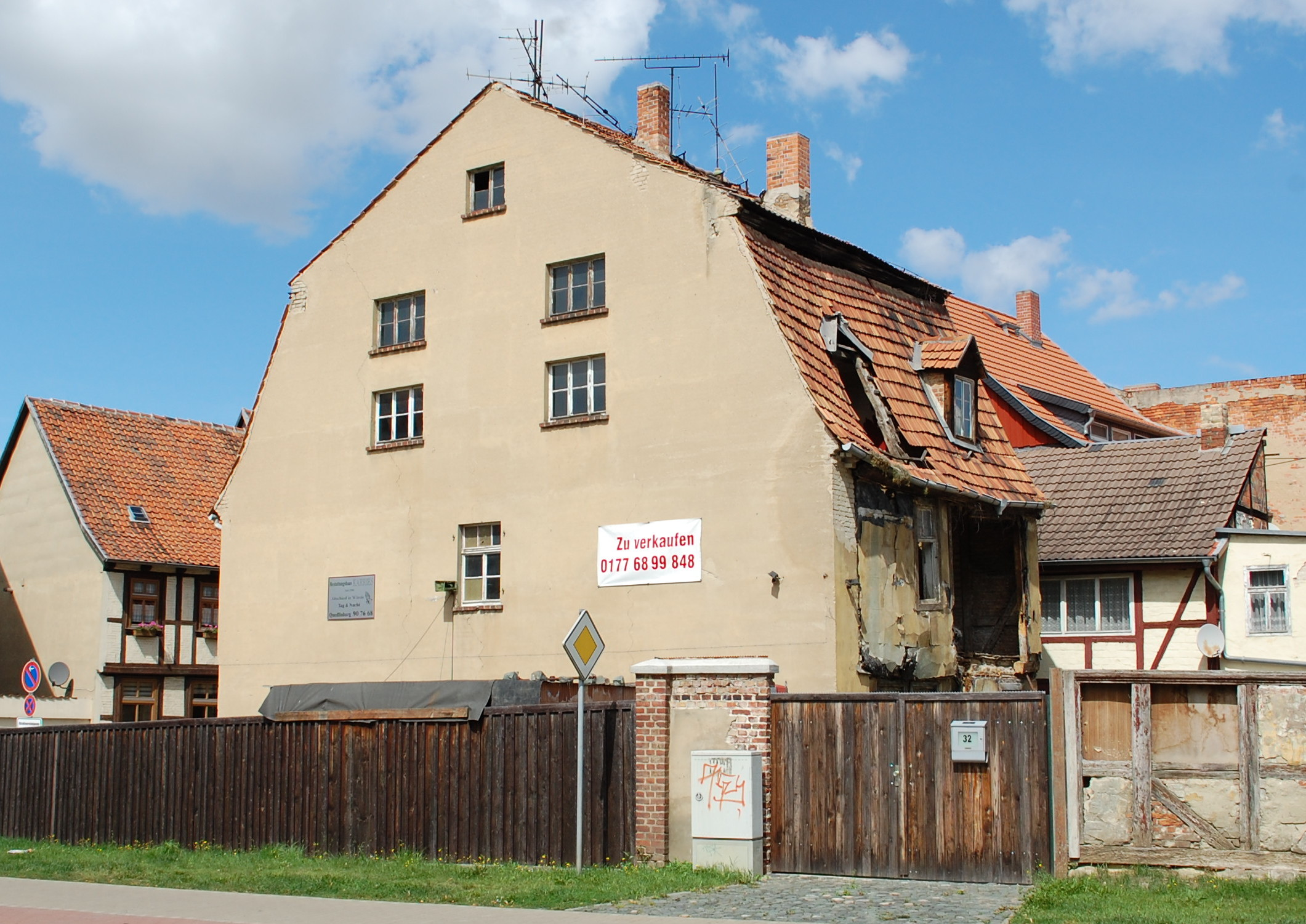
Südostecke, August 2012
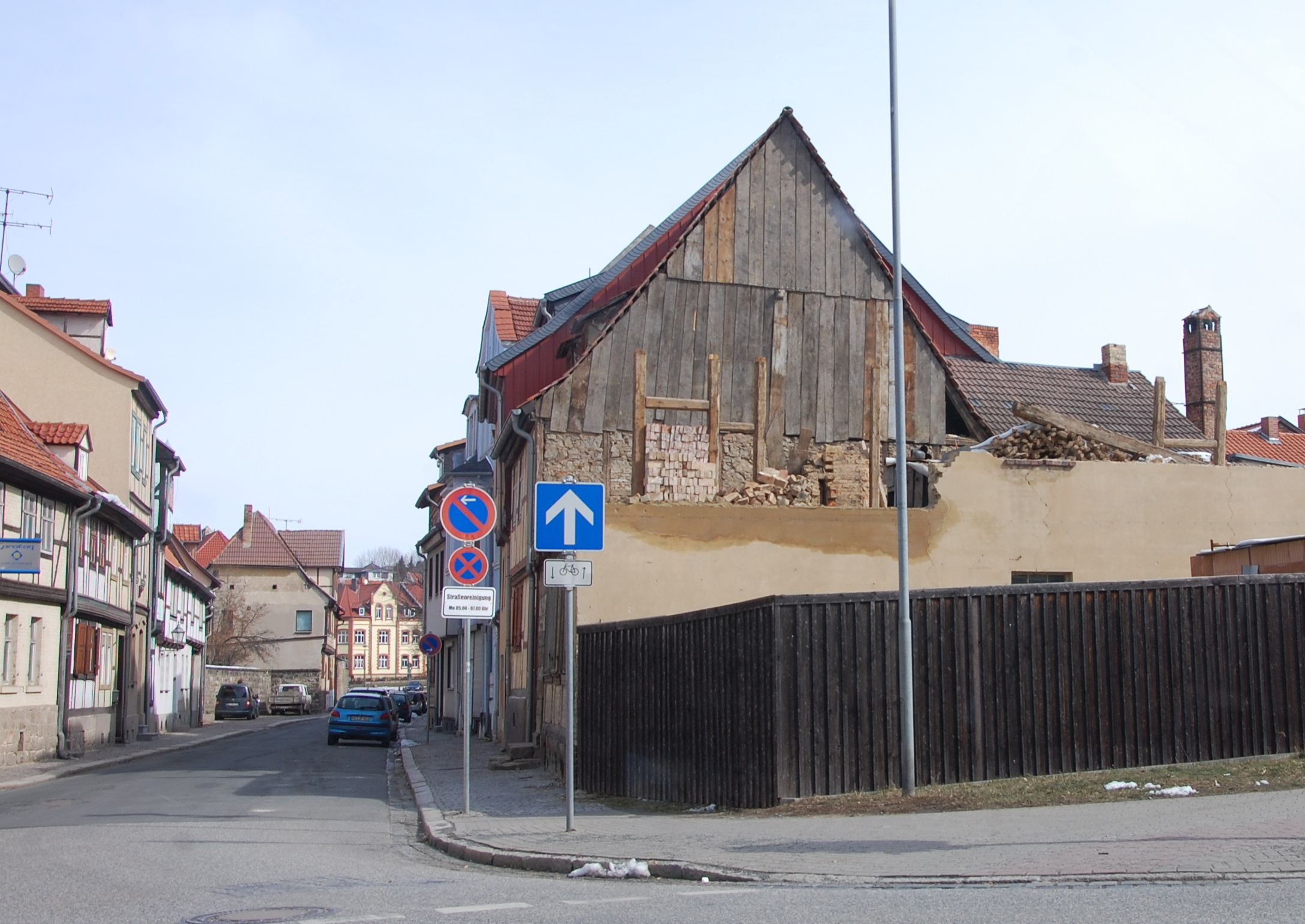
Südseite, März 2013